# Solenopotes tarandi
Solenopotes tarandi är en insektsart som först beskrevs av Eric Georg Mjöberg 1915.  Solenopotes tarandi ingår i släktet Solenopotes och familjen nötlöss. Inga underarter finns listade i Catalogue of Life.